# Luvarus imperialis
El emperador (Luvarus imperialis), única especie del género Luvarus, que a su vez es el único encuadrado en la familia Luvaridae, es un pez marino del orden Perciformes, especie cosmopolita distribuida por aguas tropicales y subtropicales de todos los océanos.
El inicio de la aleta dorsal se va desplazando progresivamente hacia atrás conforme el pez crece. Se ha descrito una longitud máxima de 1,8 m.
Raramente se encuentra en los mercados.

## Hábitat y modo de vida
Se puede encontrar en cualquier lugar del océano, tanto en la superficie como en aguas profundas. Aparentemente solitario.
Se alimenta principalmente de pequeños peces, ctenóforos y otros animales planctónicos gelatinosos.

## Reproducción
Tiene una alta fecundidad, se describió el caso de un adulto de los más grandes que contenía 47 millones de huevas, que por supuesto abandonan y no muestran estrategias de cuidado de la prole. El desove comienza al final de la primavera y dura todo el verano.